# NGC 1133
NGC 1133 è una galassia a spirale (barrata?) situata nella costellazione dell'Eridano, a una distanza di circa 246 milioni di anni luce dalla nostra Via Lattea.

## Scoperta
La galassia è stata scoperta il 23 novembre 1827 dall'astronomo statunitense Francis Leavenworth.

## Descrizione
Le recenti immagini riprese dall'indagine SDSS sembrano indicare la presenza della barra centrale e di un anello che contorna la galassia.
NGC 1133 è una galassia attiva con bande di emissione strette nella componente ottica (abbreviate in NLAGN, acronimo dell'inglese Narrow Line Active Galactic Nuclei). Nella galassia sono presenti anche regioni di idrogeno ionizzato.